# Mi ilyenkor szoktunk sírni!
A Mi ilyenkor szoktunk sírni az Alvin és a mókusok együttes kilencedik albuma.

## Az album dalai
1. Mire vársz
2. Mi ilyenkor szoktunk sírni
3. Addig élj
4. Tiéd az egész világ
5. Mártír
6. Most jön a bukfenc
7. Sajnálom
8. Az élet egy csoda
9. Mossák az agyad
10. Én még tükörbe tudok nézni
11. Bejött az élet
12. Nagymenő
13. A tolerancia földje